# Acrolophus arizonellus
Acrolophus arizonellus är en fjärilsart som beskrevs av Walsingham 1887. Acrolophus arizonellus ingår i släktet Acrolophus och familjen Acrolophidae. Inga underarter finns listade i Catalogue of Life.